# Убийство подростков у церкви Канделария
Убийство подростков у церкви Канделария — преступление, совершённое на рассвете 23 июля 1993 года в центре Рио-де-Жанейро.

## Резня
В центре Рио-де-Жанейро находится одна из известных достопримечательностей города — церковь Канделария. Церковь известна также тем, что оказывает поддержку беспризорникам. Некоторые из них живут рядом с церковью, а поскольку уровень преступности среди бездомных подростков достаточно высок, возле церкви постоянно дежурит полиция.
Ночью 23 июля 1993 года у церкви Канделария остановилось несколько автомобилей, из которых вышли люди и открыли стрельбу по спавшим возле церкви более чем семидесяти подросткам. В результате стрельбы погибли 8 человек.
По словам выживших подростков, полиция напала на них из-за того, что в течение дня, предшествовавшего бойне, некоторые из них бросали в полицейских камни. В результате расследования обвинения в убийстве подростков были предъявлены четырём полицейским, двое из которых были осуждены. Во время проведения расследования обвиняемые организовали покушение на одного из основных свидетелей обвинения; впоследствии он вынужден был скрываться и покинул Бразилию, опасаясь за свою жизнь.
Преступление вызвало широкий резонанс не только в Бразилии, но и во всём мире: многие страны призвали официальные власти Бразилии провести как можно более тщательное расследование и наказать всех виновных в массовом убийстве подростков.
По этому делу были осуждены двое полицейских, которые получили сроки заключения 309 лет и 261 год.
Около 62 беспризорников пережили бойню; в дальнейшем социальными работниками, следящими за их судьбой, было установлено, что 39 из них впоследствии погибли на улице в результате насилия на улицах, многие были убиты полицией.

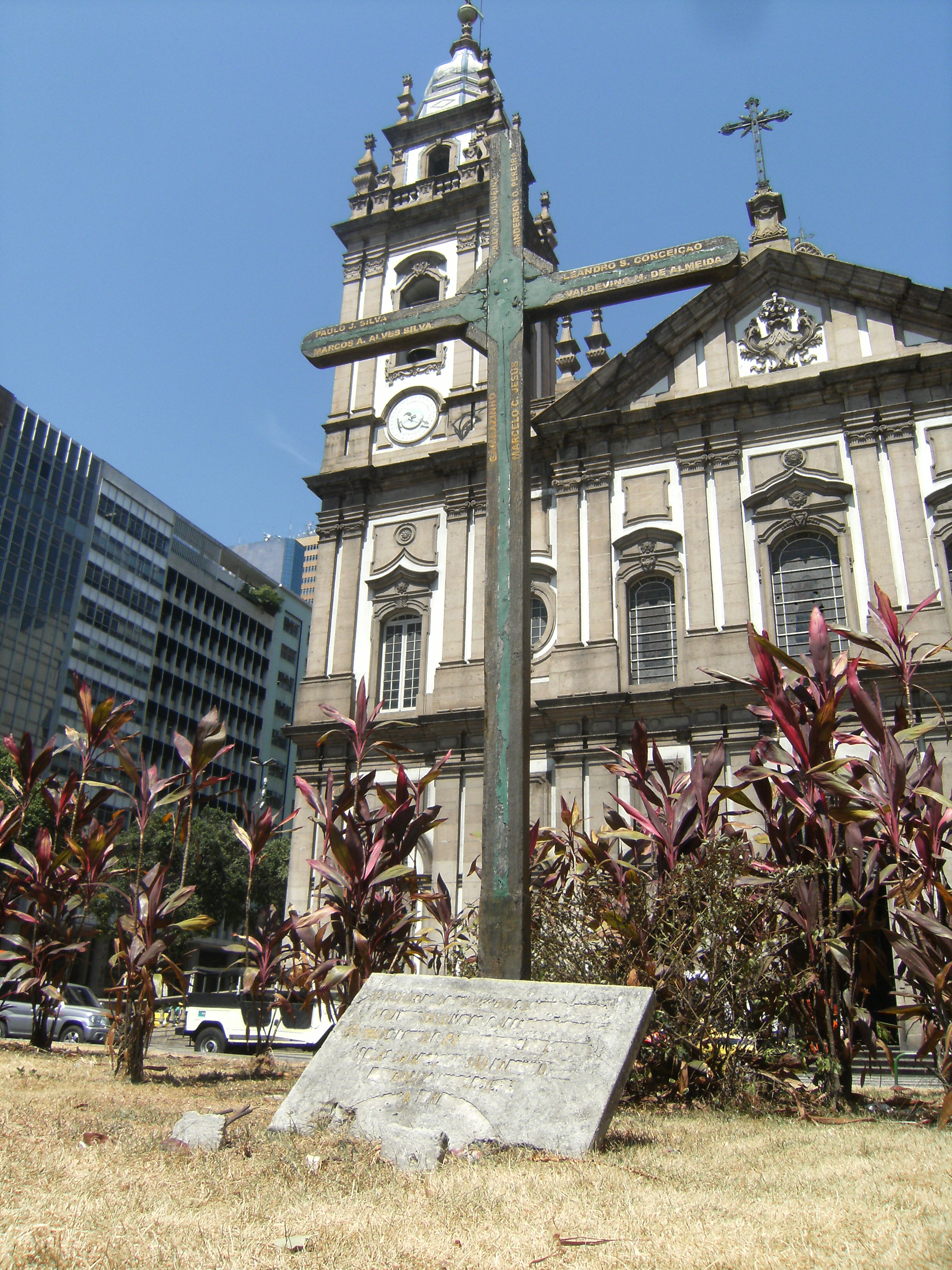
Крест, установленный в память о погибших

## Список погибших
- Паулу Роберту ди Оливейра, 11 лет
- Андерсон Перейра ди Оливейра, 13 лет
- Марселу Кандиду ди Жезус, 14 лет
- Валдевину Мигел ди Алмейда, 14 лет
- «Гамбазиньо», 17 лет
- Леандру Сантос да Консейсан, 17 лет
- Паулу Жозе да Силва, 18 лет
- Маркус Антониу Алвес да Силва, 20 лет

## Память
В память о погибших возле церкви установлен крест, перед которым на бетонном постаменте указаны имена всех погибших подростков.

## В культуре
Данное преступление нашло отражение в некоторых фильмах, снятых бразильскими режиссёрами: в их числе «Последняя остановка 174-го» о судьбе Сандро Барбоса Насименту, который пережил резню в 1993, а в 2000 году захватил заложников в автобусе 174 маршрута.

## Примечание
1. ↑  IL MASSACRO DI CANDELÁRIA: UNDICI ANNI DOPO. www.sagarana.net. Дата обращения: 10 февраля 2020. Архивировано 4 марта 2016 года.
2. ↑  STRAGE DI BAMBINI A RIO DE JANEIRO - la Repubblica.it (итал.). Archivio - la Repubblica.it. Дата обращения: 10 февраля 2020. Архивировано 28 мая 2020 года.
3. ↑  MILITARY COP NOT GUILTY IN MASSACRE OF HOMELESS KIDS AT RIO CHURCH. Дата обращения: 9 февраля 2021. Архивировано 20 сентября 2022 года.